# Liste der Naturschutzgebiete im Landkreis Südliche Weinstraße
Im Landkreis Südliche Weinstraße in Rheinland-Pfalz gibt es die in der folgenden Tabelle aufgeführten Naturschutzgebiete. Viele von ihnen liegen am Rand des Pfälzerwalds und wurden zwischen 1990 und 1992 eingerichtet.
| Name                                 | Bild | Kennung               | Kreis                                                | Einzelheiten | Position | Fläche Hektar | Datum         |
| ------------------------------------ | ---- | --------------------- | ---------------------------------------------------- | --- | -------- | ------------- | ------------- |
| Lauterniederung                      |      | 7334-040 WDPA: 82079  | Landkreis Südliche Weinstraße, Landkreis Germersheim | Schweighofen, Kapsweyer, Steinfeld, Scheibenhardt Talaue der Lauter mit noch naturnahem Gewässerbett, Erlenbruchwäldern, Schilf- und Riedflächen, Sukzessionsflächen auf ehemaligen Streuwiesen und einem Moor                                                   | ⊙        | 207,53        | 1982          |
| Bruchbach-Otterbachniederung         | BW   | 334103 WDPA: 64667    | Landkreis Germersheim, Landkreis Südliche Weinstraße | Jockgrim, Kandel, Minfeld, Freckenfeld, Schaidt, Steinfeld, Kapsweyer, Schweighofen Talbereiche entlang des Bruch- und Otterbaches, Röhrichte, Feucht- und Nasswiesen, Hochstaudenfluren, Großseggenrieder sowie naturnahe Waldflächen                           | ⊙        | 1.543,18      | 1988          |
| Haardtrand – Wolfsteig               | BW   | 7337-115 WDPA: 163462 | Landkreis Südliche Weinstraße                        | Gleiszellen-Gleishorbach, Pleisweiler-Oberhofen Gebiet mit vielfältigem Nutzungsmuster aus Rebflächen unterschiedlicher Bewirtschaftungsintensität, Obstgrundstücken, Gebüsch- und Saumbiotopen, Wald- und Waldrandflächen, Trockenmauern und Weinbergsterrassen | ⊙        | 56,15         | 1990          |
| Haardtrand – Am Hasenberg            |      | 7337-116 WDPA: 163426 | Landkreis Südliche Weinstraße                        | Schweigen-Rechtenbach | ⊙        | 22,61         | 1990          |
| Haardtrand – Am Wachtberg            | BW   | 7337-117 WDPA: 163436 | Landkreis Südliche Weinstraße                        | Rechtenbach | ⊙        | 12,12         | 1990          |
| Haardtrand – Steinbühl               |      | 7337-118 WDPA: 163460 | Landkreis Südliche Weinstraße                        | Bad Bergzabern | ⊙        | 37,69         | 1990          |
| Haardtrand – Gottesacker             | BW   | 7337-119 WDPA: 163447 | Landkreis Südliche Weinstraße                        | Pleisweiler-Oberhofen | ⊙        | 30,13         | 1990          |
| Haardtrand – Lehnsberg               |      | 7337-120 WDPA: 163457 | Landkreis Südliche Weinstraße                        | Gleiszellen-Gleishorbach | ⊙        | 24,69         | 1990          |
| Haardtrand – Am Klingbach            | BW   | 7337-121 WDPA: 163432 | Landkreis Südliche Weinstraße                        | Klingenmünster, Gleiszellen-Gleishorbach | ⊙        | 10,31         | 1990          |
| Haardtrand – Annaberg                | BW   | 7337-146 WDPA: 163440 | Landkreis Südliche Weinstraße                        | Burrweiler, Gleisweiler | ⊙        | 26,65         | 1991          |
| Haardtrand – Hinkelberg              | BW   | 7337-147 WDPA: 163448 | Landkreis Südliche Weinstraße                        | Weyher in der Pfalz | ⊙        | 26,24         | 1991          |
| Haardtrand – Kieferberg              | BW   | 7337-148 WDPA: 163455 | Landkreis Südliche Weinstraße                        | Edenkoben | ⊙        | 16,21         | 1991          |
| Haardtrand – An der Kropsburg        |      | 7337-150 WDPA: 163439 | Landkreis Südliche Weinstraße                        | Sankt Martin, Edenkoben Umgebung der Kropsburg | ⊙        | 32,83         | 1991          |
| Haardtrand – Geraide                 |      | 7337-151 WDPA: 163446 | Landkreis Südliche Weinstraße                        | Eschbach, Leinsweiler | ⊙        | 23,25         | 1991          |
| Haardtrand – Käfernberg              | BW   | 7337-152 WDPA: 163454 | Landkreis Südliche Weinstraße                        | Frankweiler, Albersweiler | ⊙        | 22,13         | 1991          |
| Haardtrand – Kirchholz               | BW   | 7337-153 WDPA: 163456 | Landkreis Südliche Weinstraße                        | Leinsweiler, Ilbesheim bei Landau in der Pfalz | ⊙        | 12,08         | 1991          |
| Haardtrand – Faulenberg              | BW   | 7337-154 WDPA: 163445 | Landkreis Südliche Weinstraße                        | Gleisweiler | ⊙        | 15,88         | 1991          |
| Haardtrand – Auf dem Kirchberg       | BW   | 7337-155 WDPA: 163441 | Landkreis Südliche Weinstraße                        | Albersweiler, Queichhambach, Birkweiler | ⊙        | 83,66         | 1991          |
| Haardtrand – Auf dem Schoeb          | BW   | 7337-156 WDPA: 163442 | Landkreis Südliche Weinstraße                        | Albersweiler | ⊙        | 29,23         | 1991          |
| Haardtrand – Unterhalb der Madenburg | BW   | 7337-157 WDPA: 163461 | Landkreis Südliche Weinstraße                        | Eschbach | ⊙        | 25,27         | 1991          |
| Haardtrand – Am Eichelberg           | BW   | 7337-165 WDPA: 163424 | Landkreis Südliche Weinstraße                        | Maikammer | ⊙        | 14,07         | 1992          |
| Haardtrand – Im Dörnel               | BW   | 7337-167 WDPA: 163450 | Landkreis Südliche Weinstraße                        | Sankt Martin | ⊙        | 5,64          | 1992          |
| Haardtrand – Am Wingertsberg         |      | 7337-168 WDPA: 163438 | Landkreis Südliche Weinstraße                        | Sankt Martin | ⊙        | 17,61         | 1992          |
| Kleine Kalmit                        |      | 7313-067 WDPA: 164113 | Landau in der Pfalz, Landkreis Südliche Weinstraße   | Arzheim, Ilbesheim Trockenrasenbiotop mit artenreichen Steppenrasen und Kalkmagerrasen auf der Kalmitscholle | ⊙        | 5,65          | 28. Juni 1984 |
| Legende für Naturschutzgebiet        |      |                       |                                                      | |          |               |               |